# Джеймі Ловсон
Джеймі Ловсон (англ. Jayme Lawson, нар. 19 вересня 1997) — американська акторка.

## Кар'єра
Після закінчення Джульярдської школи у травні 2019 року Ловсон отримала свою першу роль у фільмі Прощавай, кохання 2020 року в ролі Сільвії. У 2019 році вона привернула до себе увагу публіки, отримавши роль у блокбастері Бетмен (2022), її затвердили на роль Белли Реал, кандидатки на посаду мера Ґотем-сіті. У січні 2021 року вона отримала роль молодої Мішель Обами в телесеріалі Перша леді (2022). У жовтні 2021 року її затвердили на роль Мірлі Еверс у фільмі Тілл (2022).

## Акторство

### Фільми
| Рік  |   | Українська назва         | Оригінальна назва         | Роль          |
| ---- | - | ------------------------ | ------------------------- | ------------- |
| 2020 | ф | Прощавай, кохання        | Farewell Amor             | Сильвія       |
| 2022 | ф | Бетмен                   | The Batman                | Белла Реаль   |
| 2022 | ф | Як підірвати трубопровід | How to Blow Up a Pipeline | Аліша         |
| 2022 | ф | Королева-воїн            | The Woman King            | Шанте         |
| 2022 | ф | Тілл                     | Till                      | Мірлі Еверс   |
| 2025 | ф | Грішники                 | Sinners                   | Перлін        |
| 2025 | ф | Людина, що біжить        | The Running Man           | Шейла Річардс |

### Серіали
| Рік  |   | Українська назва | Оригінальна назва | Роль             |
| ---- | - | ---------------- | ----------------- | ---------------- |
| 2022 | с | Перша леді       | The First Lady    | юна Мішель Обама |
| 2024 | с | Геніально        | Genius            | Бетті Шабазз     |
| 2024 | с | Пінгвін          | The Penguin       | Белла Реаль      |

### Театр
- 2019 — For Colored Girls Who Have Considered Suicide / When the Rainbow Is Enuf[en][5]

## Виноски
1. ↑  7 епізодів
2. ↑  4 сезон
3. ↑  2 епізоди